# Emilio Bonelli
Emilio Bonelli (Saragozza, 7 novembre 1854 – Madrid, 28 novembre 1926) è stato un militare, scrittore ed esploratore spagnolo.

## Biografia
Nel 1875 Bonelli entrò nell'esercito spagnolo e frequentò l'Accademia di fanteria di Toledo, ottenendo il grado di guardiamarina. Nel 1882 lasciò l'esercito per intraprendere una spedizione attraverso l'interno del Marocco, attraversando il territorio tra Fez, Meknes e Tangeri.
Nel 1884, Bonelli comandò una spedizione per prendere il territorio del Río de Oro. Il 26 dicembre 1884, il Regno di Spagna dichiarò "un protettorato della costa africana" e il 14 gennaio 1885 informò ufficialmente per iscritto le altre grandi potenze, stabilendo così il Sahara spagnolo. Nel luglio 1885, Bonelli è stato nominato dal re Alfonso XII alla nuova posizione di Commissario reale sulla costa occidentale dell'Africa.
Nel 1913 Bonelli fu uno dei membri fondatori della Liga Africanista Española, di cui era vice presidente.

## Opere
- El imperio de Marruecos e su costituzione (1882)
- El Sahara (1887)
- Nuevos territorios españoles en África (1887)
- El problema de Marruecos (1910)